# Боровське-Цибори
Боровське-Цибори (пол. Borowskie Cibory) — село в Польщі, у гміні Туроснь-Косьцельна Білостоцького повіту Підляського воєводства.
Населення — 131 особа (2011).
У 1975-1998 роках село належало до Білостоцького воєводства.

## Демографія
Демографічна структура станом на 31 березня 2011 року:
|          | Загалом | Допрацездатний вік | Працездатний вік | Постпрацездатний вік |
| -------- | ------- | ------------------ | ---------------- | -------------------- |
| Чоловіки | 63      | 21                 | 35               | 7                    |
| Жінки    | 68      | 22                 | 33               | 13                   |
| Разом    | 131     | 43                 | 68               | 20                   |